# Johanna van Antiochië
Johanna van Antiochië, ook genoemd Johanna van Hohenstaufen (-, circa 1280 – Verona, 29 december 1352) was een edeldame uit het keizerlijk huis Hohenstaufen. Zij was de gemalin van Cangrande della Scala, heer van Verona in het middeleeuwse Italië.

## Naam
- Het predicaat Antiochië verwijst naar haar grootvader Frederik van Antiochië (1222-1256), buitenechtelijk kind van keizer Frederik II van Hohenstaufen, en naar haar vader Koenraad van Antiochië (1242-1320). De naam betekent niet de stad Antiochië maar de familie Antiochia in het koninkrijk Sicilië bij wie Frederik II zich een maîtresse had gekozen.[1]
- Haar naam in het Italiaans is Giovanna di Svevia.

## Levensloop

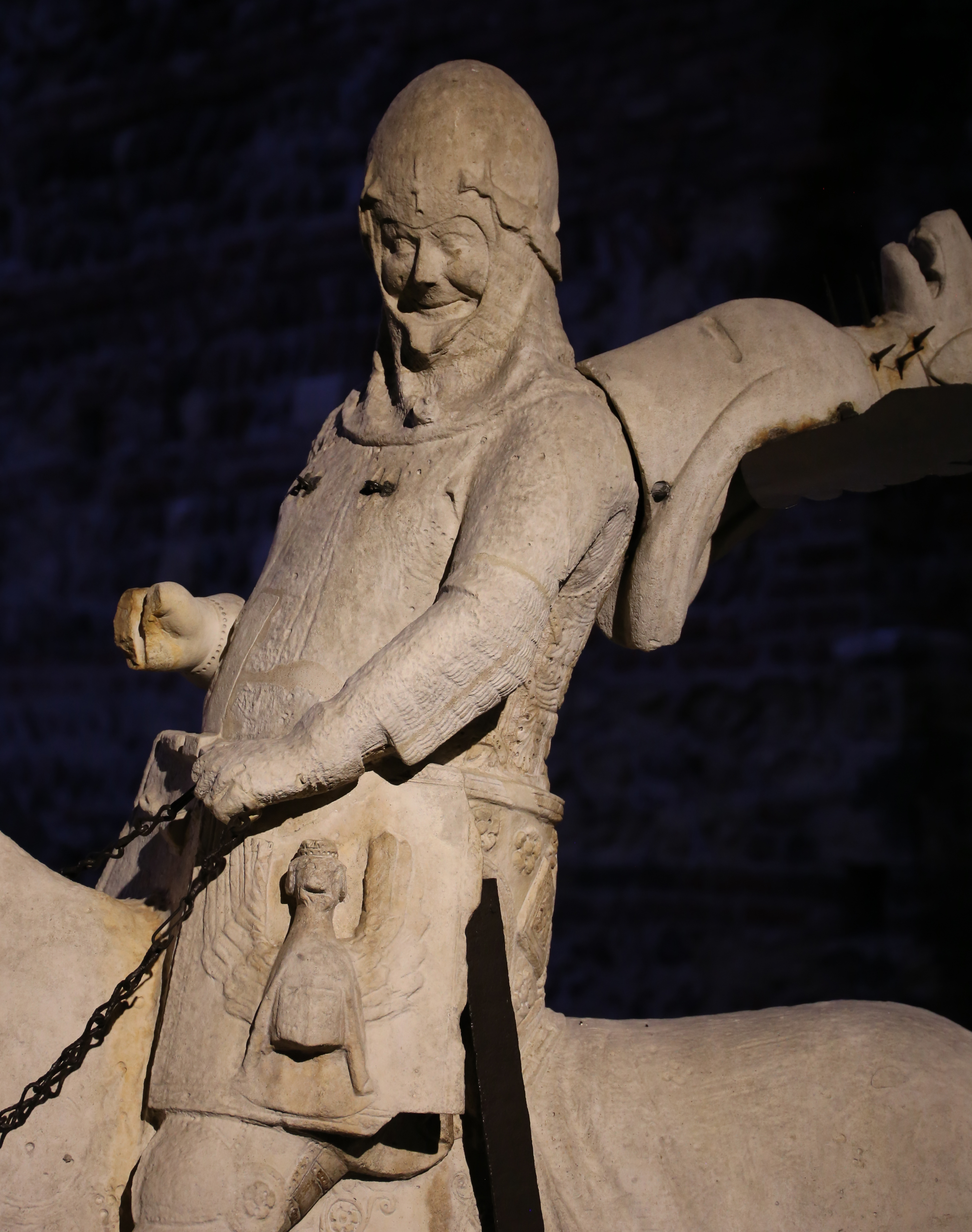
Ruiterstandbeeld van haar man, Cangrande della Scala

Haar ouders waren Koenraad van Antiochië en Beatrice Lancia. 
Haar ouders stuurden haar van Italië naar Duitsland of mogelijks naar Schotland om te huwen met een verder onbekende man, die zij nog nooit ontmoet had. Ze rustte onderweg uit in Verona, hoofdstad van de stadstaat Verona die bestuurd werd door het huis Della Scala. In Verona verbleef ze bij haar zus Constance van Antiochië. Haar zus was weduwe van Bartolomeo della Scala (overleden in 1304). Bartolomeo’s jongste broer, Cangrande della Scala, werd verliefd op haar, zodat zij niet meer verder reisde. In 1308 huwden Johanna en Cangrande. 
Kort nadien, in 1311, volgde Cangrande zijn broer Alboino della Scala op als heerser van Verona. Johanna was dame-gemalin van Verona. Het huwelijk bleef bestaan tot Cangrande’s dood in 1329, ondanks de buitenechtelijke kinderen die Cangrande had. Het echtpaar had zelf geen kinderen.
Als weduwe verbleef Johanna nog vele jaren op de verschillende kastelen die de stadstaat Verona telde. Zij bleef verder ondersteund door de andere heersers van het huis Della Scala.